# Mounir Majdoub
Ne doit pas être confondu avec Mounir Mahjoubi.
Mounir Majdoub (arabe : منير محجوب), né le 13 décembre 1959 à Tunis, est un haut fonctionnaire et homme politique tunisien. Il est secrétaire d'État à l'Environnement de janvier 2014 à février 2015.

## Biographie

### Formation
Mounir Majdoub étudie au Collège Sadiki de Tunis et y obtient le baccalauréat en 1978. Il obtient une maîtrise en sciences économiques à la faculté de droit et des sciences politiques et économiques de l'université de Tunis en 1982. En 1985, il y obtient un diplôme d'études approfondies en économie quantitative.

### Carrière professionnelle
En 1982, il commence à travailler à la direction de l'énergie du ministère de l'Économie avant de rejoindre, en 1985, l'Agence nationale pour la maîtrise de l'énergie et, en 1992, de devenir conseiller au cabinet du ministre de l'Environnement. À partir de 1993, il est expert-consultant dans les domaines des politiques de l'environnement, du développement local et durable et de l’efficacité énergétique, auprès d'organisations de la coopération internationale au développement, notamment à l’USAID entre 1993 et 1997 puis à la GIZ entre 1998 et 2013.

### Carrière politique
En janvier 2014, il est nommé secrétaire d'État à l'Environnement, en tant qu'indépendant, au sein du gouvernement de Mehdi Jomaa.

### Distinctions
- Officier de l'ordre de la République tunisienne[2].

## Vie privée
Mounir Majdoub est marié et père de trois enfants.